# Vanheerdea
Vanheerdea (лат.) — род суккулентных растений семейства Аизовые (Aizoaceae), подсемейства Ruschioideae, естественно произрастающий на территории Капской провинции Южно-Африканской Республики.

## Название
Родовое научное название Vanheerdea дано в честь Питера ван Херда (Pieter van Heerde, 1893–1979), южноафриканского учителя и директора школы в Спрингбоке, Северный Кейп, который также был активным коллекционером.
В отсутствие русскоязычного названия рода в авторитетных источниках, вероятным вариантом названия на русском языке будет «Ванхердея».

## Ботаническое описание
Представители рода — компактные, карликовые многолетние растения, формирующие плотные комки с около 40 очень короткими стеблями. В засушливые сезоны каждый стебель несет по паре листьев, и растения иногда почти полностью погружено в землю. Листья супротивные, соединенные у основания и прижатые друг к другу, создают почти шаровидные или яйцевидные формы, иногда с килеватыми или окончательными кончиками (Vanheerdea primosii). Листья могут быть голыми (Vanheerdea primosii) или покрытыми мелкими волосками (Vanheerdea roodiae). Края листьев и кили имеют короткие, толстые зубцы. Они характеризуются светло-желтовато-зеленой окраской, иногда с красными оттенками или полностью пурпурными.
Цветки растут одиночно или до трех вместе между листьями, на коротких цветоножках. Они двустворчатые и могут достигать до 50 мм в диаметре. Цветки открываются днем и закрываются ночью, и они обладают сильным ароматом. Чашелистиков обычно 5-9, и они неравные с закругленными вершинами. Лепестки расположены примерно в три ряда и могут иметь оттенки от оранжевого-желтого до желтого. Нектарник окружен зубчатым кольцом. Завязи слегка выпуклые сверху. Рыльца в количестве от 7 до 15, нитевидные и сосочковые. Плоды — коробочки, состоящие из 7-15 гнезд, аналогичные плодам рода Titanopsis. Они конической формы и не закрываются полностью после выпадения семян. Внутри гнезд содержится множество семян. Семена шаровидные, гладкие и коричневые.

## Таксономия
Vanheerdea L.Bolus ex H.E.K.Hartmann, первое упоминание в Bradleya 10: 15. (1992).

### Синонимы
- Vanheerdia L.Bolus
- Rimaria L.Bolus

### Виды
Согласно данным сайта WFO Plantlist на июнь 2023 года, род состоит из 2 видов:
- Vanheerdea primosii (L.Bolus) L.Bolus ex H.E.K.Hartmann
- Vanheerdea roodiae (N.E.Br.) L.Bolus ex H.E.K.Hartmann typus